# Buddismo cinese

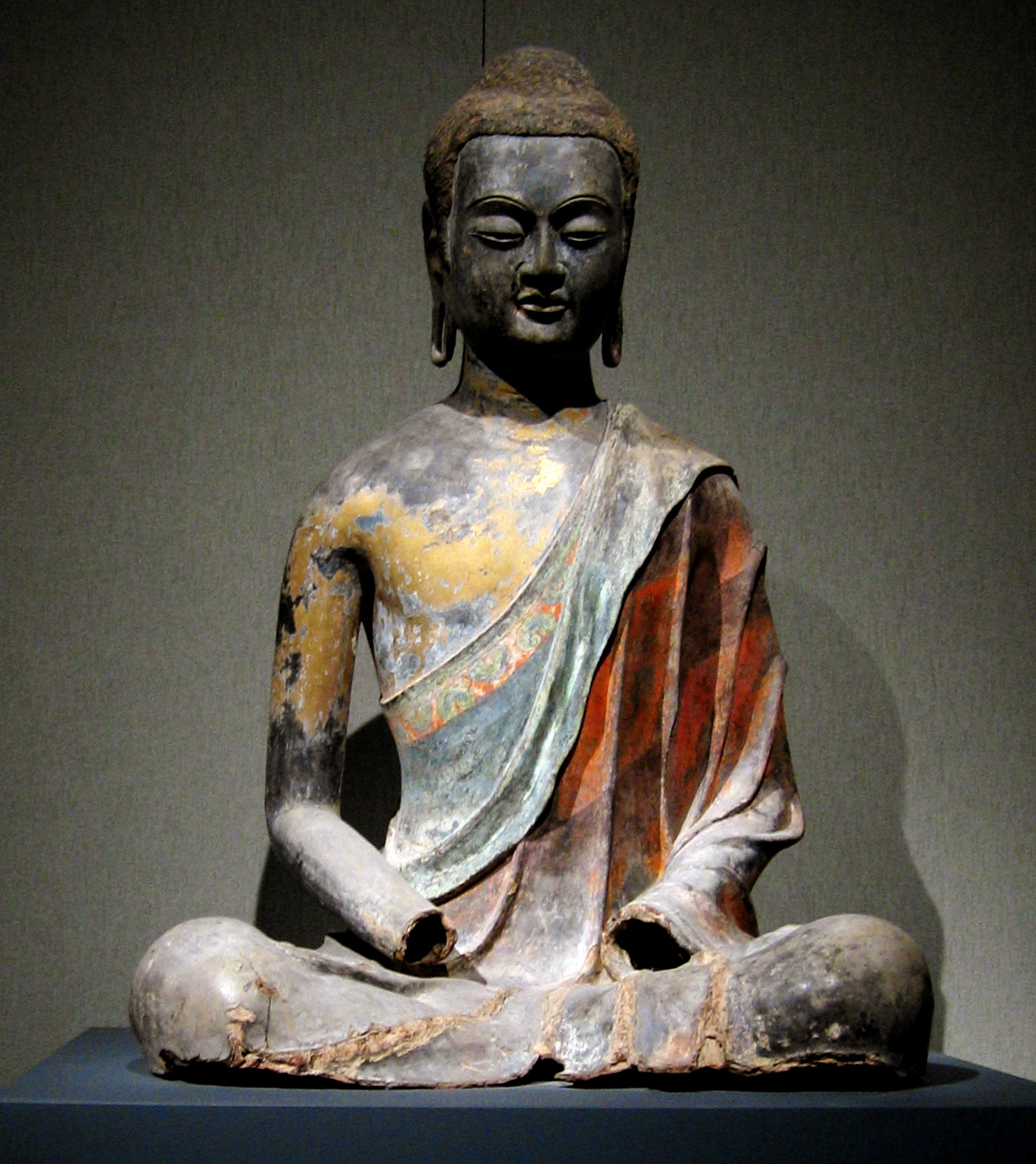
Buddha, dinastia Tang (618-907), Hebei.

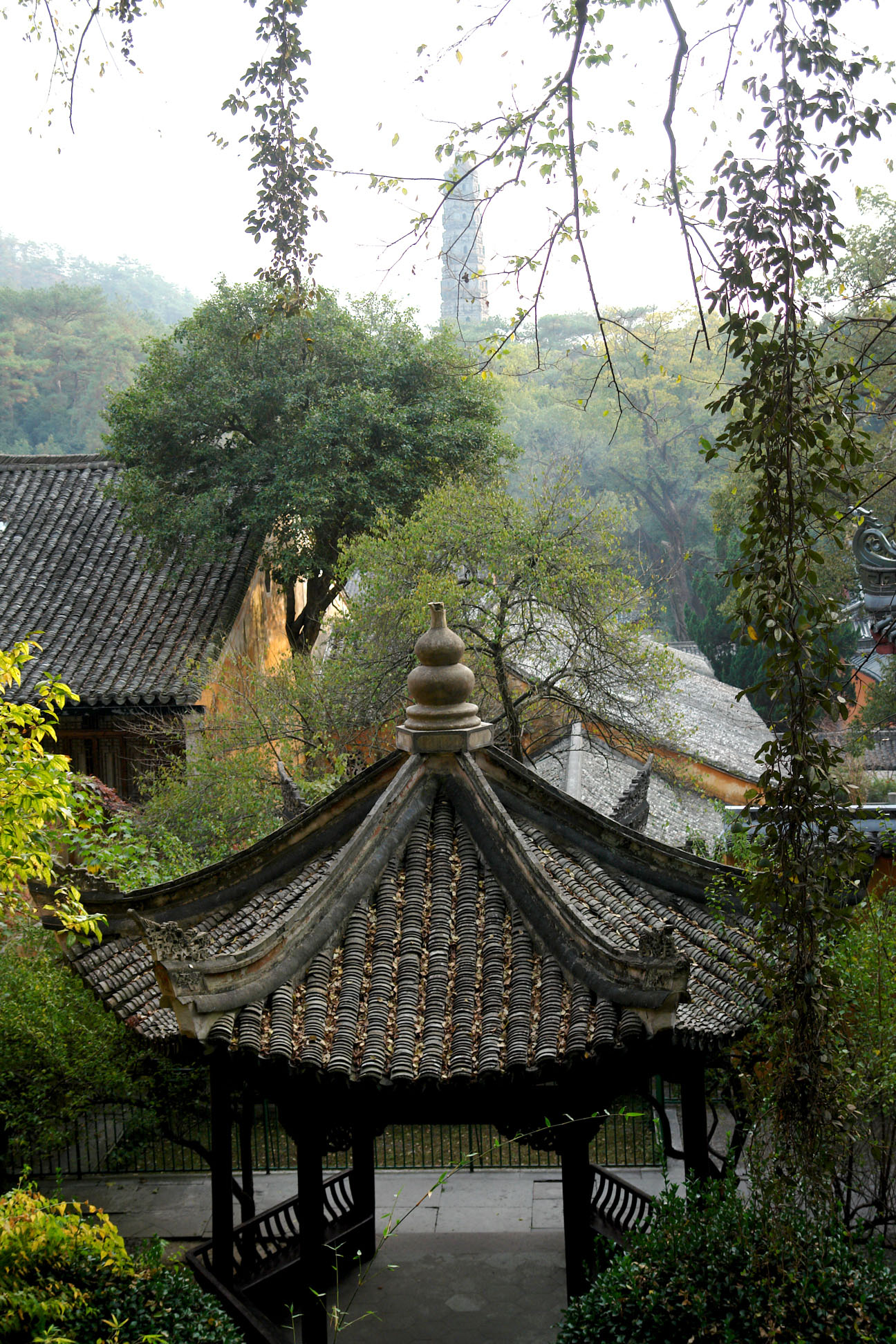
Il tempio di Guoqing sui monti Tiāntái appartenente all'omonima scuola. Costruito da Guàndǐng (灌頂, 561-632) nel 598, durante la dinastia Sui, fu ricostruito nel XVIII secolo durante la dinastia Qing.

Il buddismo cinese è il frutto dell'intensa attività missionaria di importanti rappresentanti del buddismo dei Nikāya e del buddismo Mahāyāna provenienti dall'India e, soprattutto, dall'Asia Centrale in Cina e dei contributi di maestri locali, che continueranno questa tradizione o ne daranno nuove e cruciali interpretazioni. Apporti rilevanti raggiunsero la Cina anche per via meridionale, fino al formarsi una rete culturale estremamente importante nella storia dell'Asia e delle civiltà influenzate dalla cultura cinese, come il Giappone, la Corea e il Vietnam e alcuni regni sinizzati dell'Asia continentale.
Documenti storici influenzati da leggende posteriori ma sostanzialmente attendibili parlano di una prima introduzione del buddismo in Cina nell'anno 64. L'apice culturale del buddismo cinese sarà sotto la dinastia Tang, mentre in epoche posteriori si assisterà ad una certa decadenza dovuta alla perdita del favore imperiale, all'interruzione dei contatti diretti con l'India (dove il buddismo si estinse), e ad un rinato interesse per la filosofia e le religioni autoctone (confucianesimo, daoismo). Le scuole buddiste più importanti dell'epoca Tang sono la Tiāntái, la Huāyán e la Zhēnyán. Di poco posteriore ed in seguito molto influente, si deve ricordare la scuola Chán. Meno influente nella storia del buddismo cinese ma importante per i favori che riceverà dalla corte fino all'ultima dinastia sarà il Lamaismo di origine tibetana. Alcune di queste scuole sopravvivono in paesi di antica influenza cinese, soprattutto in Giappone.

## Le scuole del buddismo cinese

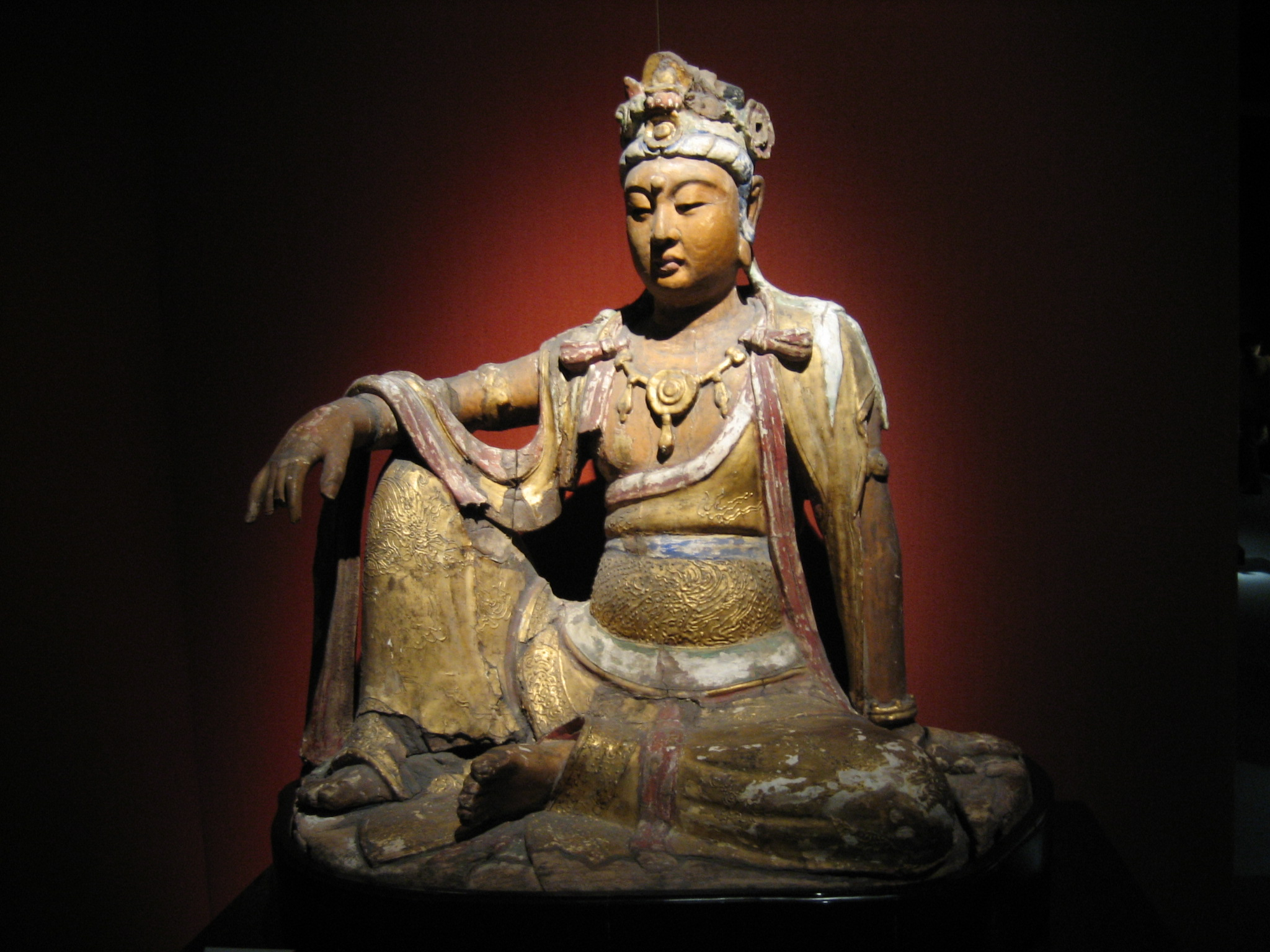
Una rappresentazione della bodhisattva (菩薩) Guānyīn (觀音) in legno, dinastia Song (960-1279). La posizione della statua è indicata come "giocosa" (līlāsana) con la gamba destra avvicinata al tronco, mentre quella sinistra poggia a terra.

Le scuole del buddismo cinese sono tradizionalmente elencate come tredici (十三宗, pinyin shísān zōng). All'elenco tradizionale va aggiunta la scuola Sānjiē (三階教, la scuola del "Tre Stadi") fondata nel VI secolo da Xìnxíng (信行, 540-593). Questa scuola verrà considerata eretica dall'imperatrice buddista, della dinastia Tang, Wǔ Zétiān (武則天, regno: 690-705) e completamente annientata, nel 725, da un suo successore, l'imperatore Xuánzōng (玄宗, regno 712-56). Va tenuto presente che quando, di seguito, vengono trattate le scuole (宗, zōng) esse non vanno intese nel significato comune di luoghi o gruppi contrapposti ad altri, piuttosto come lignaggi di insegnamenti o di precetti (戒脈, jièmài). Questo almeno fino all'epoca Tang, quando le contrapposizioni per ottenere i favori imperiali o per dirimere le polemiche dottrinali, irrigidiranno maggiormente tali tradizioni e le 'scuole' che ne deriveranno.

### La scuola Jùshè (倶舍宗,Jùshè zōng)
Inizialmente fu una scuola hīnayāna fondata sulle dottrine esposte nell'Abhidharma-kośa-bhāsya (Tesoro dell'Abhidharma, 阿毘達磨倶舍論本頌, pinyin Āpídámójùshèlùn běnsòng, è conservato nel Pítánbù), composto nel V secolo dal sarvāstivāda Vasubandhu. Fu inglobata nel 753 dalla scuola Fǎxiāng, fondata da Xuánzàng (玄奘, 600-664) che diede di quest'opera una lettura mahāyāna cittamātra. Nel 658, i monaci giapponesi Chitsū (智通, VII secolo) e Chidatsu (智達, VII secolo) allievi di Xuánzàng, ne trasferirono gli insegnamenti in Giappone fondando la scuola Kusha.

### La scuola Chéngshí (成實宗,Chéngshí zōng)
Fu fondata dagli allievi di Kumārajīva, Sēngdǎo (僧導, 362–457) e Sēngsōng (僧嵩, ?-?), dopo che il maestro ebbe tradotto lo Tattvasiddhi-śāstra (成實論 pinyin: Chéngshí lùn, giapp. Jōjitsuron, si trova nel Lùnjíbù) di Harivarman, da cui prende il nome. Di impronta madhyamaka, fece concorrenza alla scuola Sānlùn pur conservando con questa delle precise differenze dottrinali. Declinò alla fine del VII secolo, ma il monaco coreano Hyegwan (coreano 혜관, cinese 慧灌 Huìguàn, giapp. エカン, Ekan) ne trasferì, nel 625, gli insegnamenti in Giappone che sono alla base della scuola giapponese Jojitsu.

### La scuola Lǜ (律宗,Lǜ zōng; anche 南山宗Nánshān zōng)
Fondata nel VII secolo dal monaco Dàoxuān (道安, 596-667) si rifà essenzialmente al Cāturvargīya-vinaya (Quadruplici regole della disciplina, 四分律 pinyin: Shìfēnlǜ, giapp. Shibunritsu, è conservato nel Lǜbù) della scuola Dharmaguptaka, tradotto in cinese nel 408 da Buddhayaśas (in cinese 佛陀耶舍 Fótuóyéshè, IV-V secolo) e da Zhú Fóniàn (竺佛念, IV-V secolo).
L'attenzione rivolta da questa scuola a questo vinaya e il fatto che venissero studiati anche gli altri tre vinaya già tradotti in cinese in quell'epoca fu emulato da tutte le altre scuole buddiste cinesi, che presto decisero di adottare il Cāturvargīya-vinaya come regola monastica.
Nemmeno la traduzione del Mūla-sarvāstivāda-vinaya-vibhaṅga (Vinaya Mūlasarvāstivāda, 根本說一切有部毘奈耶 pinyin: Gēnběnshuōyīqièyǒubù pínàiyé, giapp. Konpon setsuissaiubu binaya) portato in Cina e tradotto da Yìjìng (義淨, 635-713) nell'VIII secolo, cambierà questo tipo di scelta. Nel 754, il monaco cinese Dàoxuān Lǜzōng (道安律宗, 702-760) trasferirà in Giappone le dottrine di questa scuola fondando la scuola giapponese Ritsu.

### La scuola Sānlùn (三論宗,Sānlùn zōng)

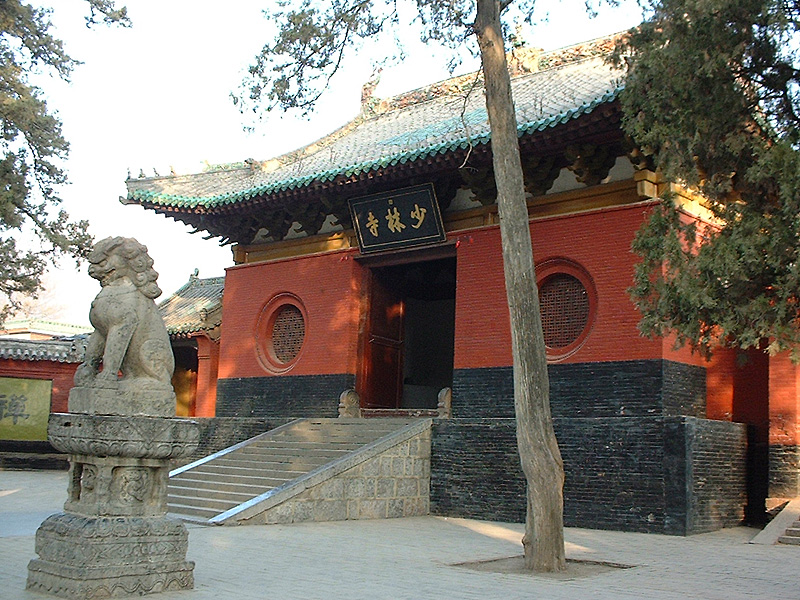
Entrata principale del tempio di Shàolín (少林寺), residenza, secondo alcune agiografie, del patriarca del buddismo Chán, Bodhidharma, in Henan, Cina.

È la scuola dei Tre trattati (Sānlùn), conservati nello Zhōngguānbù, ad impronta madhyamaka. Tradizionalmente si ritiene sia stata fondata dall'allievo di Kumārajīva, Sēngzhào (僧肇, 374-414) ma è attestato che egli non ebbe dei discepoli diretti. Nacque comunque tra gli allievi del grande traduttore di Kucha. Importante diffusore delle sue dottrine fu il monaco Jízàng (吉藏, 549-623). Venne progressivamente assorbita, durante la Dinastia Tang, dalle scuole Tiāntái e Huāyán. Il monaco coreano Hyegwan la diffuse in Giappone, nel 626, dove prese la denominazione Sanron.

### La scuola Nièpán (涅槃宗,Nièpán zōng)
La scuola Nièpán è nata a seguito di una controversia dottrinale determinata dalla prima traduzione in cinese del Mahāyāna Mahāparinirvāṇa-sūtra (Sutra mahāyāna del Grande passaggio al di là della sofferenza, 大般泥洹經 Dà bān níhuán jīng, giapp. Daihannionkyō, conservato nel Nièpánbù, T.D. 376.12.853-900) operata da Buddhabhadra e Fǎxiǎn (法賢, 340-418) in 6 fascicoli nel 417. In questa prima traduzione veniva adombrata la dottrina degli icchantika (一闡提, yīchǎntí, giapp. issendai), una dottrina di origine cittamātra che sosteneva la possibilità di esseri senzienti, gli icchantika, a cui era preclusa per sempre l'"illuminazione". Questa lettura del sutra e la conseguente dottrina fu subito rigettata dal discepolo Kumārajīva, Dàoshēng (道生, 355 – 434) che, come il suo maestro, seguiva le dottrine madhyamaka. Tale contrasto con Buddhabhadra e Fǎxiǎn costrinse Dàoshēng a lasciare Nanchino e a tornare sul Monte Lú da dove era precedentemente partito. La scuola Nièpán si dedicava allo studio e all'interpretazione di questo sutra, ma nel corso dei secoli fu assorbita dalle scuole Tiāntái, Huāyán, Shèlùn e Fǎxiāng, scomparendo definitivamente sotto la Dinastia Tang (618-907).

### La scuola Dìlùn ( 地論宗,Dìlùn zōng)

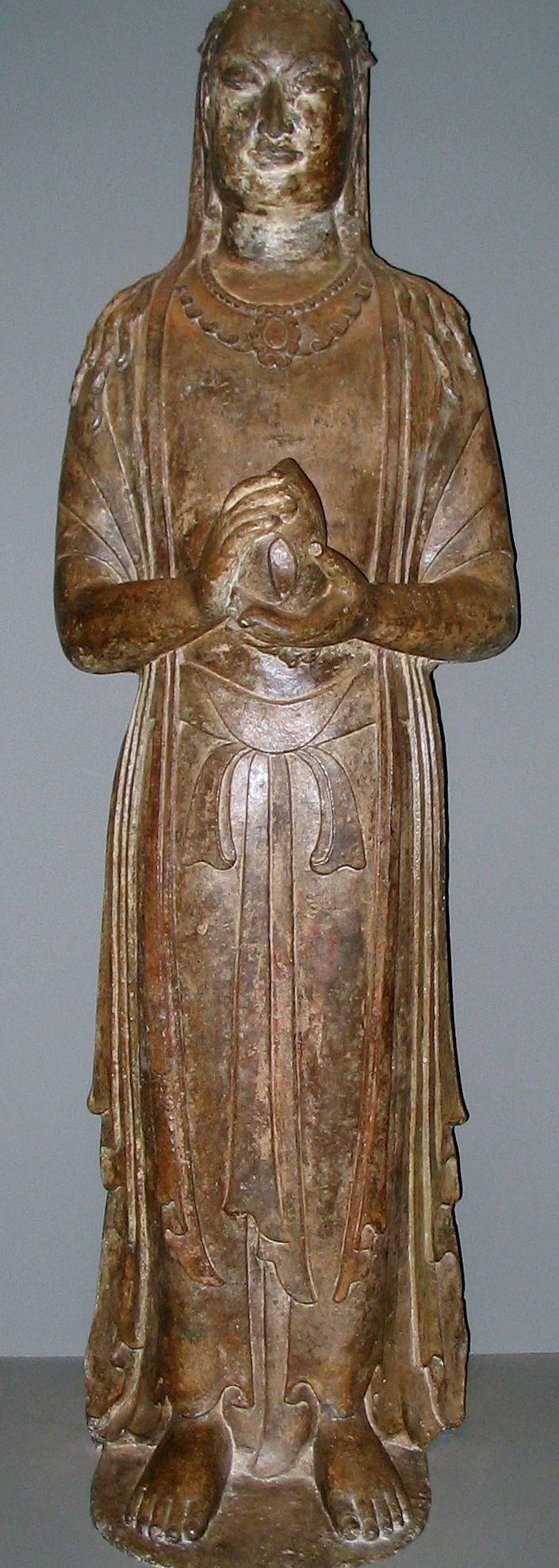
Bodhisattva, dinastia Qi Settentrionale (550-77)

È una scuola di origine cittamātra che si fonda sul Daśabhūmikasūtra-śāstra o Dasabhūmikabhāsya (十地經論 Shídì jīnglùn o anche Shidi lun 十地論, o Dilun 地論, giapp. Jūji kyō ron, T.D. 1522.26.123b-203b, è conservato nel Yúqiébù) redatto da Vasubandhu nel IV secolo, fu tradotto in cinese da Bodhiruci tra il 508 e il 512. Questo testo è un commentario al Daśabhūmika-sūtra (十住經 Shízhù jīng, giapp. Jūjū kyō, Sutra delle dieci terre, T.D. 286), che corrisponde a sua volta al trentunesimo capitolo del Avataṃsakasūtra (華嚴經 Huāyánjīng, giapp. Kegon kyō, Sutra della ghirlanda fiorita di Buddha). Influenzò la scuola Huāyán.

### La scuola Chán (禪宗,Chán zōng)
Secondo alcune agiografie fu fondata nel V secolo dal leggendario monaco indiano Bodhidharma. Abbiamo, tuttavia, contezza di questa scuola solo a partire dal VII secolo quando alcuni monaci di probabile origine Tiāntái si avviarono alla sola pratica dello zuòchán (坐禪, meditazione seduta, pratica di origine Tiāntái) secondo il metodo del bìguān (壁觀 guardando il muro) insegnato dal loro leggendario fondatore. Pare prediliggesse il solo studio del Laṅkāvatārasūtra (Il Sutra della discesa a Lanka, 楞伽經 pinyin Lèngqiéjīng, giapp. Ryōgakyō, conservato nel Jīngjíbù), sutra di origine cittamātra. Dopo la morte del quinto patriarca Hóngrěn (弘忍, 601 - 674), secondo la tradizione più diffusa si suddivise in due rami: quello settentrionale, fondato da Shénxiù (神秀, 606-706), e quello meridionale, fondato da Huìnéng (慧能, 638-713). Di questi due rami scolastici, solo il secondo è giunto a noi. Dottrine e lignaggi della scuola Chán furono trasferiti in Giappone dai monaci tendai Eisai (1141-1215) e Dōgen (1200-1253) che fondarono rispettivamente le scuole Zen Rinzai e Zen Sōtō.

### La scuola Shèlùn (攝論宗,Shèlùn zōng)
È una delle scuole buddiste cinesi più antiche. Si basa sullo studio e la interpretazione del Mahāyāna-saṃgrahôpanibandhana o Mahāyāna saparigraha-śāstra (Commentario sul sommario del Grande veicolo, cin. 攝大乘論釋 Shè dàshènglùn shì, T.D. 1595.31.152-271, conservato nello Yúqiébù) un'opera di Vasubandhu tradotta in 14 fascicoli e interpretata da Paramārtha (499-569) e che è a sua volta un commentario del Mahāyāna-saṃgraha-śāstra (Sommario del Grande veicolo, 攝大乘論 Shè dàshèng lùn, T.D. 1593.31.112b-132c, conservato nello Yúqiébù) opera di Asaṅga, tradotta in tre fascicoli sempre da Paramārtha. Le dottrine di questa scuola sono di chiara derivazione cittamātra e sono centrate sull'interpretazione dell'ālayavijñāna (Coscienza fondamentale, 阿賴耶識 ālàiyé shì, giapp. araya shiki). Questa scuola fu assorbita, nel 649, dalla scuola Fǎxiāng quando Xuánzàng ritradusse il Mahāyāna-saṁgrahôpanibandhana con il titolo 攝大乘論本 (Shè dàshènglùn běn) reinterpretandolo.

### La scuola Tiāntái (天台宗,Tiāntái zōng)

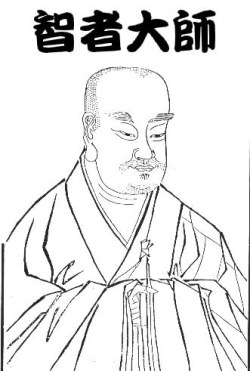
Zhìyǐ (智顗, 538-597)

Fondata da Zhìyǐ (智顗, 538-597) nel VI secolo, elenca tra i suoi patriarchi cinesi anche Huìwén (慧文, V secolo) e Huìsī (慧思, 515-577).
Si fonda sulla dottrina di origine Madhyamaka della Triplice verità (yuánróng sāndì 圓融三諦) e sullo yīniàn sānqiān (一念三千) nonché sulle dottrine rivelate nel Sutra del Loto (sanscrito Saddharmapundarīkasūtra, cin. 妙法蓮華經 Fǎhuā jīng o Miàofǎ Liánhuā Jīng, giapp. Myōhō renge kyō o Hokkekyō, è conservato nel Fǎhuābù).
È stata una delle scuole buddiste cinesi più importanti, nonché la prima ad elaborare un buddismo tipicamente cinese, influenzando anche le altre scuole segnatamente il buddismo Chán e quello della Terra Pura.
I suoi manuali di meditazione sullo zhǐguān (止觀) si diffusero presso tutte le scuole. Annovera tra i suoi patriarchi principali anche Guàndǐng (灌頂, 561-632), Zhànrán (湛然, 711-782) e Zhīlǐ (知禮, 960-1028).
Nell'805 il monaco giapponese Saichō (最澄, 767-822) la introdurrà in Giappone dove prenderà la denominazione Tendai.

### La scuola Huāyán (華嚴宗,Huāyán zōng)

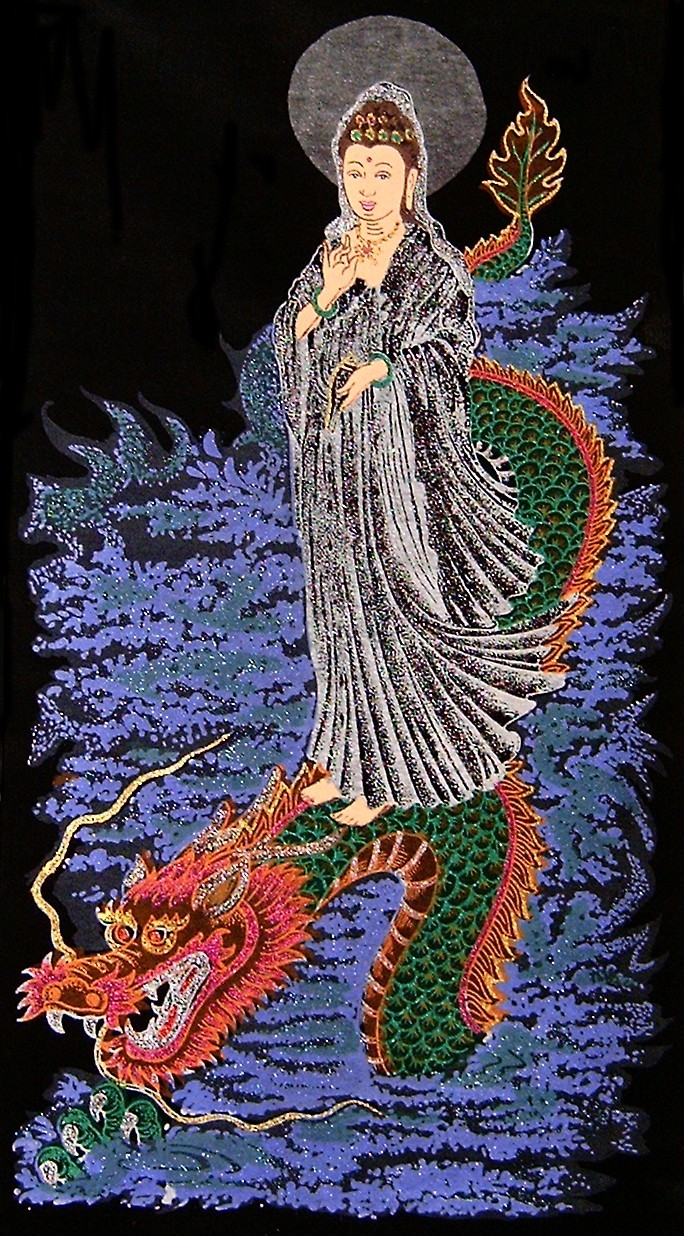
Il bodhisattva Guānyīn (觀音), qui impersonificato da una dea che protegge i naviganti

Scuola dell'"Ornamento fiorito", una delle principali scuole del buddismo cinese. Deve il suo nome all'Avataṃsakasūtra (華嚴經, pinyin Huāyánjīng, cor. Hwaŏm kyŏng, giapp. Kegon kyō, Sutra della ghirlanda fiorita di Buddha, conservato nello Huāyánbù), sutra considerato il più importante e completo da questa scuola. Particolare riguardo era riservato all'ultimo capitolo, il Gaṇḍavyūhasūtra (入法界品 pinyin: Rù fǎjiè pǐn, cor. Ip pŏpkye p'um, giapp. Nyū hokkai bon, Capitolo sull'ingresso dentro il Regno della Realtà). La dottrina di questa scuola verteva su una lettura olistica e omnicentrica di tutta la Realtà. Primo patriarca e fondatore fu il monaco Dùshùn (杜順, 557-640, anche 法順 Fǎshùn) del monastero di Zhixiang (sui monti Zhōngnán 終南山 poco a sud di Chang'an). Altre personalità di questa scuola sono il suo successore, Zhìyán (智嚴 602-668) e il suo allievo Fǎzàng (法藏, 643-712) che visse alla corte dell'imperatrice buddista Wǔ Zétiān (regno 690-705) della Dinastia Tang, grande sostenitrice di questa scuola. Nel 740 il monaco coreano Simsang (심상, cinese 審祥 Shěnxiáng, giapp. シンショウ, Shinshō) insegnò l'Avataṃsakasūtra e le dottrine della scuola Huāyán in Giappone fondando di fatto la scuola giapponese Kegon.

### La scuola Fǎxiāng (法相宗,Fǎxiāng zōng)
Denominata come scuola Wéishì (唯識, "Sola Rappresentazione"; dal sanscrito Vijñaptimātra) dai suoi seguaci e Fǎxiāng (法相, "Caratteristiche dei dharma) dai suoi oppositori, fu la versione cinese della scuola indiana Cittamātra. Fu fondata da Xuánzàng (玄奘, 600-664) al suo ritorno dal suo lungo viaggio in India nel 645 e organizzata dal suo allievo Kuījī (窺基, 632-682). Xuánzàng si era recato in India per recuperare dei testi buddisti da riportare in patria e, durante questo viaggio, si fermò lungamente presso l'Università di Nālandā dove ricevette gli insegnamenti direttamente dall'abate Silabhadra, a sua volta discepolo diretto di Dharmapāla (VI secolo), un esegeta Cittamātra. Testo fondamentale della scuola fu, infatti, il Vijñaptimātratāsiddhi-śāstra (Trattato sulla realizzazione del niente altro che conoscenza, 成唯識論 pinyin: Chéngwéishìlùn, giapp. Jōyuishikiron, conservato nello Yúqiébù) opera fondamentale di Dharmapāla tradotta da Xuánzàng (T.D. 1585.31.1a-59a) che poi è un commentario al Triṃśikāvijñaptikārikā di Vasubandhu. Nonostante la sua notorietà, la scuola non ebbe un largo seguito e finì, nel corso degli anni, per essere in buona parte assorbita dalla scuola Huāyán. Non sopravvisse alla persecuzione dell'845, ma il pellegrino giapponese Dōshō (道昭, 629-700) riportò i suoi insegnamenti e i suoi lignaggi in Giappone nel 653, fondando la scuola giapponese Hossō.

### La scuola Jìngtǔ (淨土宗,Jìngtǔ zōng)
La scuola Jìngtǔ è una delle scuole buddiste cinesi dalle radici più antiche. Nel 402, sul Monte Lú, Huìyuan (慧遠, 334-416) compirà un rito facendo riferimento a uno dei testi portanti di queste dottrine, il Pratyutpannasamādhi-sūtra.
Quindi la devozione del Buddha Amithaba ha radici antiche in Cina, come del resto nella stessa India. Occorrerà tuttavia ancora un secolo perché si formi una scuola con un suo corpus scritturale preciso, conservato nel Bǎojībù.
È con il monaco Tánluán (曇鸞, 476-572) che viene varata, infatti, la scuola Jìngtǔ che ha come cuore della sua pratica spirituale la recitazione del nome di Amitâbha Buddha (阿彌陀佛 Āmítuó fó, cor. Amit'a pul, giapp. Amida butsu). La semplicità di questa pratica consentirà a questa scuola di diffondersi negli strati più popolari del popolo cinese, soprattutto nelle campagne. Influenzerà direttamente la scuola Tiāntái che ne ingloberà degli insegnamenti restituendole delle riflessioni dottrinarie. E nel corso dei secoli anche le altre scuole buddiste verranno da lei influenzata. In particolare la scuola Chán che, nel XVI secolo con il maestro Yúnqī Zhūhóng (雲棲袾宏, 1535-1615), incorporerà la recitazione del nome di Amitâbha Buddha come pratica del gōng-àn (公案, giapp. kōan).
È uno degli insegnamenti buddisti più diffusi e praticati oggi in Cina. Verrà trasferità in Giappone, nel IX secolo, da Saichō, fondatore della scuola Tendai. E nel, XII secolo, un monaco tendai di nome Hōnen (法然, 1133-1212), fonderà la scuola Jōdo che si rifà direttamente agli insegnamenti della scuola cinese Jìngtǔ.

### La scuola Zhēnyán (眞言宗,Zhēnyán zōng)
Scuola della "Vera parola", di derivazione Vajrayāna, si diffuse attraverso due modalità, quello dei traduttori e degli esegeti si rivolse alle classi colte, mentre quello dei taumaturghi si rivolse essenzialmente, ma non solo, al popolo delle campagne. Il primo testo 'tantricò di cui abbiamo contezza è il Módēngqié jīng (摩登伽經, sanscrito: Mātaṅga-sūtra, cor. 마등가 경, Madŭngga kyŏng, giapp. Matōga kyō, Sutra della giovane Matanga) la cui prima traduzione si può far risalire ad Ān Shìgāo (安世高, II secolo) nel 170 (摩鄧女經 T.D. 551.14.895), mentre una seconda (摩登伽經, T.D. 1300.21.399-410) è attribuibile ai monaci Kushan Zhú Lǜyán (竺律炎, II-III secolo) e Zhī Qiān (支謙, II-III secolo) nel 230. In tale antico sutra vi è descritto, per la prima volta, l'utilizzo di dhāraṇī (cin. 陀羅尼 tuóluóní, cor. t'arani, giapp. darani), e mantra (cin. 眞言 zhēnyán, cor. 진언, chinŏn, giapp. shingon), tra cui il Gāyatrī proveniente dal Ṛgveda. Per tramite di monaci dell'Asia centrale, come Fótúchéng (佛圖澄, ?-348) l'utilizzo di mantra e dhāraṇī fu diffuso, tuttavia, anche a livello di corte nella Cina settentrionale durante le dinastie barbare succedute alla dinastia Han. Nel IV secolo si affacciano testi Vajrayāna più maturi, come il Mahāmāyūrī-vidyārājñī (孔雀明王經 Kǒngquè míngwáng jīng, cor. Kongjan myŏngwang kyŏng, giapp. Kujaku myōō kyō, T.D. 986.19.477-479).
Ma occorre aspettare la traduzione, nel 724, del Mahāvairocanāsūtra da parte di Subhākarasiṃha (善無畏, Shànwúwèi, 637-735) e Yīxíng (一行, 684-727) perché si possa parlare di uno sviluppo scolastico della scuola Zhēnyán.
Nel 720 giungeranno in Cina altri due maestri Vajrayāna, Vajrabodhi (金剛智, Jīngāng Zhì, 671-741) e il suo discepolo Amoghavajra (不空金剛, Bùkōng jīngāng, 705-754) con altre scritture. E sarà proprio l'attività di Amoghavajra presso la Corte dell'imperatore della dinastia Tang, Dàizōng (代宗, conosciuto anche come Lǐ Yù, 李豫 regno: 762-779), a fare di questa scuola una delle principali scuole buddiste in grado di mettere in secondo piano il daoismo rinascente. Nell'806, il pellegrino giapponese Kūkai (空海, 774-835) trasferirà insegnamenti e lignaggi Zhēnyán, ricevuti direttamente dal settimo patriarca, Huìguǒ (惠果, 746-806), in Giappone dove fonderà la scuola Shingon.

### La scuola Sānjiē (三階教,Sānjiē jiào)
Fu fondata dal monaco Xìnxíng (信行, 540-593) e si basava sulla "Dottrina delle tre fasi (三階, sānjiē)" della predicazione del Buddha Śākyamuni:
1. Periodo del vero Dharma (正法, pinyin: zhèngfǎ, giapponese: shōbō, sanscrito: sad-dharma): quando sono presenti gli insegnamenti del Buddha che vengono messi in pratica consentendo di realizzare l'"illuminazione". È il periodo, per questa scuola, del Veicolo unico (sanscrito: ekayāna, cin. 一乘 yīshèng, giapp. ichijō), dove è unica la dottrina e gli uomini sono di capacità superiore e in grado di comprenderla.
2. Periodo del Dharma contraffatto (像法, pinyin: xiàngfǎ, giapponese: zōhō, sanscrito: saddharma-pratikṣepa): quando gli insegnamenti del Buddha sono presenti, alcuni li mettono in pratica ma nessuno riesce a realizzare l'"illuminazione". È il periodo dei Tre veicoli (sanscrito: triyāna, cin. 三乘 sānshèng, giapp. sanjō), quello degli śrāvaka (声闻), dei pratyekabuddha (缘觉) e dei bodhisattva (菩萨), dove la dottrina si differenzia a seconda delle differenti capacità umane. Ancora esistono esseri senzienti in grado di distinguere la verità dalle false dottrine.
3. Periodo del Dharma finale (末法, pinyin: mòfǎ, giapponese: mappō, sanscrito: saddharma-vipralopa): quando gli insegnamenti del Buddha sono presenti, ma nessuno li mette in pratica e nessuno realizza l'"illuminazione". In questo periodo solo l'insegnamento denominato pǔfǎ (普法 giapp. fuhō, insegnamento universale)[8] basato sulla verità universale di "tutta la Realtà come manifestazione del Dharmakāya (法身, fǎshēn, giapp. hōshin)" può essere compreso. È, infatti, un insegnamento adatto agli esseri dell'ultimo periodo che, "ciechi dalla nascita", non sono in grado di distinguere la Verità dalle false credenze.

Xìnxíng riteneva di vivere nel periodo del Dharma finale e che solo il suo insegnamento fosse corretto. Convinti assertori della natura di Buddha insita in ogni essere, i monaci sānjiē non si raccoglievano in monasteri ma erano itineranti e propagandavano ovunque la dottrina del maestro. Presto raccolsero, sotto forma di donazioni, ingenti ricchezze. Anche per questa ragione entrarono in conflitto con le altre scuole e con il potere imperiale. L'imperatrice buddista Wǔ Zétiān (武則天, regno: 690-705) considerandosi essa stessa Jīnlún shèngshén huángdì (金輪聖神皇帝, Sacra sovrana della Ruota d'Oro), giunta per fondare un impero buddista mondiale non poteva certamente accettare di vivere in un periodo di mòfǎ e quindi dichiarò eretica questa scuola. L'imperatore Xuánzōng (玄宗, regno 712-56) l'annientò completamente nel 725, incamerando nelle casse imperiali le sue ricchezze.

## Il buddismo nella Cina odierna

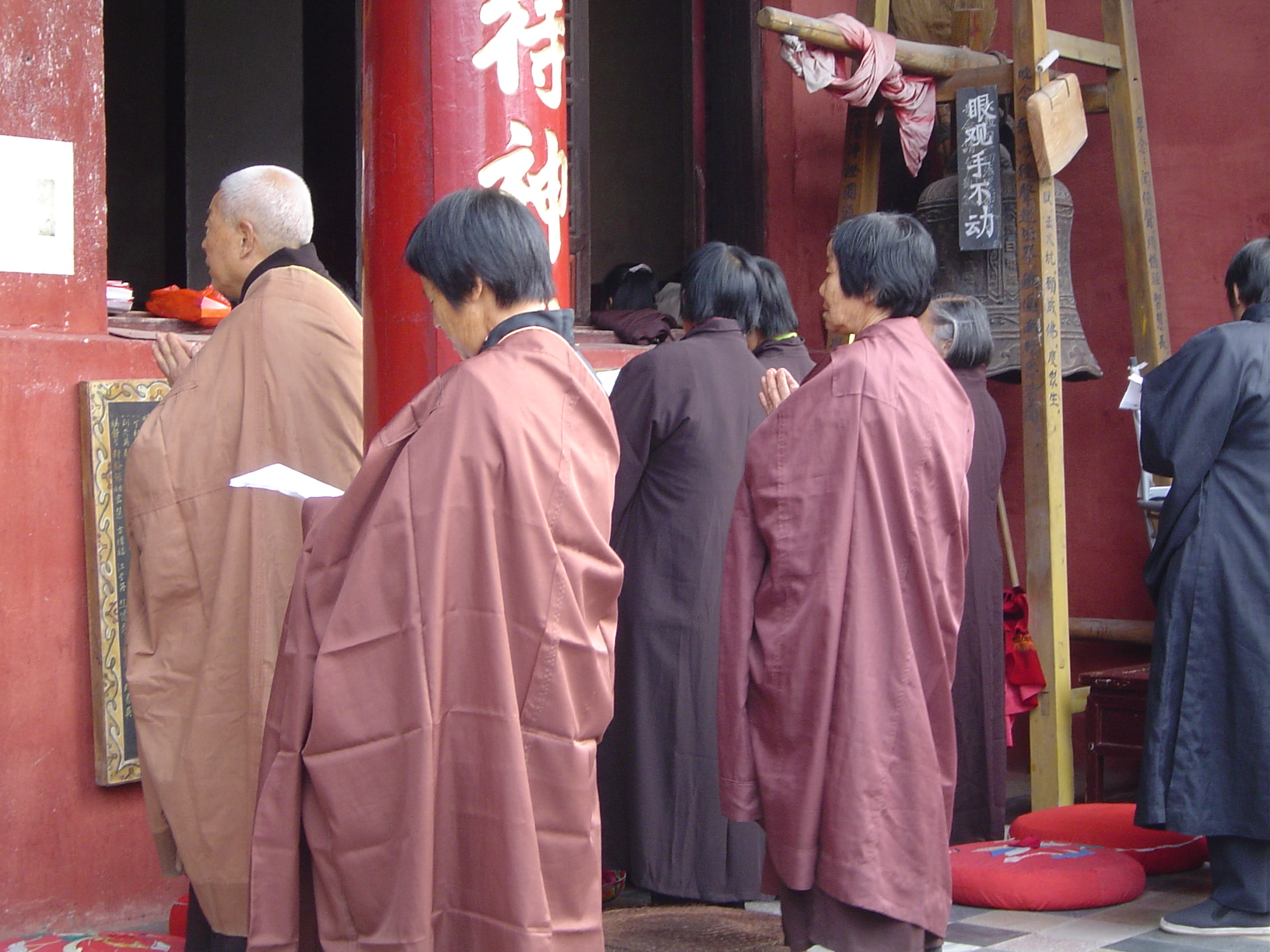
Monache che recitano dei sutra in un tempio nella provincia di Anhui in Cina.

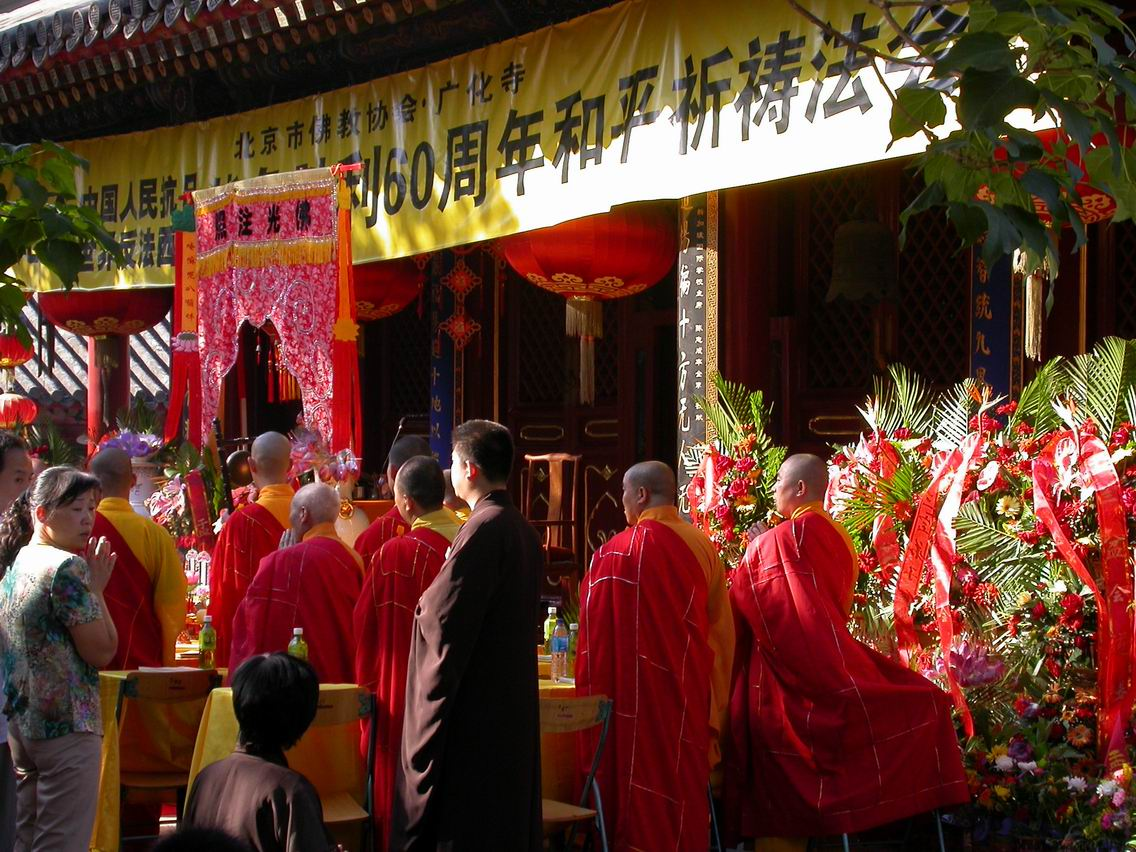
Festa religiosa al tempio di Guǎnghuà (广化寺), Pechino.

La condizione odierna del buddismo cinese all'interno della Repubblica popolare cinese risente degli eventi accaduti in Cina nella seconda metà del secolo scorso.
A partire dal 1949 e fino a tutto il 1976, il buddismo in Cina ha sofferto tragiche persecuzioni e distruzioni dovute all'ideologia anti-religiosa comunista del Governo che in quegli anni era al potere. Da un periodo di pressante controllo si è passati, nel corso della tragica esperienza della Rivoluzione culturale, ad imprigionamenti di massa, assassinii e distruzioni su larga scala di monasteri, templi e opere d'arte religiosa.
Con la morte di Máo Zédōng (毛澤東, 1893-1976) e con la caduta della Banda dei quattro, eventi datati all'autunno 1976, il clima nei confronti delle comunità buddiste cinesi si è fatto finalmente più favorevole.
Da quel momento il Partito Comunista Cinese è stato più attento e rispettoso delle esigenze di queste comunità religiose e cerca, tutt'oggi, di riparare alle persecuzioni e alle distruzioni dei drammatici decenni della Rivoluzione culturale.
Così, a pochi anni dalla morte di Máo Zédōng, dal 16 al 23 dicembre del 1980 l'Associazione buddhista cinese (中国佛教协会,  Zhōngguó Fójiào Xiéhuì, fondata nel 1953, raccoglie tutte le realtà buddiste del Paese) poté convocare regolarmente, e dopo decenni di assenza, la sua Quarta Assemblea con 254 delegati da tutto il Paese, eleggendo Zhào Pùchū (赵朴初, 1907-2000) come presidente.
Dal 1981 la stessa Associazione ha ripreso a diffondere la sua pubblicazione ufficiale, Fǎyīn (法音, Voce del Dharma), e ha potuto riaprire l'Istituto di studi buddisti di Pechino.
Il 20 aprile 1983 finalmente il Governo ha varato la "Risoluzione per le ordinazioni monacali" che ha consentito di effettuare le ordinazioni monastiche in modo regolare e non più segreto. La Quinta Assemblea dell'Associazione si è svolta nella primavera del 1987, in quella occasione si è deciso di fondare l'Istituto di Cultura buddista cinese con una propria biblioteca. Alla Sesta Assemblea, svoltasi nell'ottobre 1993, hanno partecipato direttamente importanti responsabili politici del Governo cinese e del Partito comunista. La Settima Assemblea, come la Sesta, è stata indirizzata soprattutto a condurre l'Associazione in un ambito "coerente" con le "politiche di unità nazionale" promulgate dal Governo. Mentre nel 2003 si è svolto regolarmente il cinquantenario dell'Associazione dei buddisti cinesi.
Se consideriamo che agli inizi degli anni ottanta erano sopravvissuti solo circa 25 000 tra monaci e monache, la cui quasi totalità aveva trascorso decenni nei campi di rieducazione e di lavoro forzato del Partito Comunista Cinese, si può considerare come estremamente positiva l'evoluzione da quegli anni bui fatti di torture e imprigionamenti per il saṃgha cinese. Le distruzioni dei monasteri e dei templi furono infatti drammatiche, pochi i testi originali sopravvissuti, migliaia le esecuzioni.
Oggi sono principalmente quattro i monasteri che hanno ripreso regolarmente la formazione dei monaci e la loro ordinazione e si trovano a: Qīxiáshān (栖霞山) nei pressi di Nanchino, Nántōng (南通), Chengdu (成都), Monte Pǔtuó (普陀山) nei pressi di Níngbō. Il buddismo professato da questi monaci è quasi dappertutto sincretico e amalgama dottrine originariamente diverse, derivate soprattutto dalle scuole Chán, Zhēnyán e Jìngtǔ, unite a principi razionalistici di stampo marxista, tesi a realizzare, in questo mondo e attraverso il socialismo, la Terra pura, unendo la pratica meditativa con il lavoro agricolo.
Nei monasteri vengono accuratamente conservati e studiati tutti i testi tradizionali e i loro commentari delle differenti scuole, considerati necessari alla formazione monastica. Le statistiche indicano in circa 200 000 i monaci esistenti oggi in Cina, di cui circa la metà (40 000 monaci e 60 000 monache) appartiene al cosiddetto "buddismo Han" ovvero al buddismo di non derivazione lamaista ma autenticamente cinese. I templi oggi funzionanti sono circa diecimila. Tutti questi dati risultano, peraltro, in costante aumento. Come sempre più diffusi sono i pellegrinaggi dei cittadini cinesi sui quattro monti sacri del buddismo cinese: Monte Wǔtái (五台山) nello Shanxi, Monte Jǐuhuá (九華山) nello Anhui, Monte Éméi (峨嵋山) nel Sichuan, Monte Pǔtuó (普陀山) nello Zhejiang.
Ogni anno circa 500 nuovi studenti-monaci, in genere sono giovani diplomati, entrano a far parte delle istituzioni formative buddiste. I corsi di queste istituzioni, della durata di due-quattro anni, riguardano la meditazione, lo studio delle scritture buddiste, la filosofia e una lingua straniera. Alcuni studenti-monaci, terminato il corso, continuano a studiare presso le facoltà universitarie di filosofia. Il corso prevede anche un livello di formazione politica, ma non risulta particolarmente "oneroso". Nel 1995 si è provveduto alla ristampa integrale, in lingua cinese, del Canone buddista cinese e del Canone tibetano. I contatti tra il saṃgha cinese e i saṃgha degli altri paesi sono costanti. In particolar modo con il saṃgha thailandese e birmano del buddismo Theravāda. Nel giugno del 1993 il patriarca thailandese Nyanasamvara Suvaddhana (1913-) ha compiuto una visita in Cina dove è stato accolto da migliaia di monaci cinesi e dove ha compiuto, insieme a loro, dei riti religiosi. Nell'agosto del 1995 una folta delegazione buddista cinese, invitata dalla comunità buddista francese, ha visitato i luoghi del Dharma di sette paesi europei.
Molto attiva è anche l'Associazione buddista sino-giapponese, tesa a far conoscere le tradizioni religiose dei due paesi fortemente collegate sul piano storico.
L'Associazione buddista cinese è, infine, molto attiva sul piano caritatevole e sociale, finanziando la Croce rossa e varie attività nei confronti dei cittadini più bisognosi. I cittadini cinesi stanno riscoprendo in questi anni il valore religioso delle dottrine buddiste. Anche se non conoscono in modo approfondito tali dottrine si impegnano sempre di più nella osservanza dei precetti religiosi e delle pratiche devozionali. In occasione delle festività religiose i templi si riempiono ormai di migliaia di fedeli i quali, oltre ad accendere gli incensi, ascoltano i sermoni dei monaci e consumano insieme dei pasti vegetariani in un'atmosfera di festività.

### Il buddismo a Taiwan e a Hong Kong

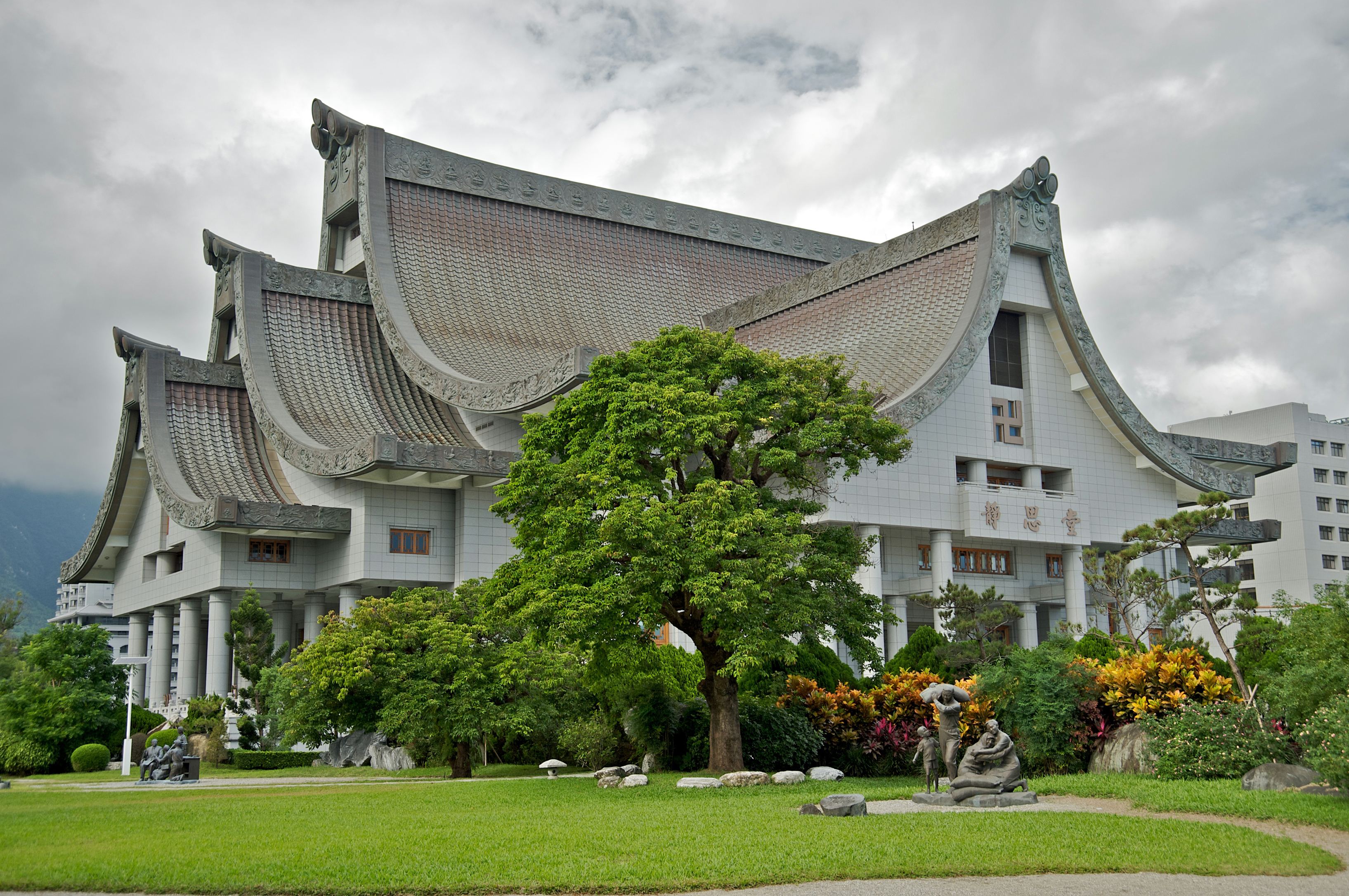
Il tempio di Tzu Chi (Taiwan), sede della ONG buddista guidata dalla monaca Cheng Yen.

Il buddismo a Taiwan ha subìto uno sviluppo senza precedenti a partire dal 1949 quando migliaia tra monaci e monache cinesi si riversarono nell'isola per sfuggire alle persecuzioni delle truppe di Máo Zédōng.
Oggi sono circa diecimila i monaci buddisti presenti a Taiwan con quattromila tra templi e monasteri. Un quarto dei 22 milioni di cinesi di Taiwan si dichiara apertamente buddista. I lignaggi e gli insegnamenti del buddismo di Taiwan sono gli stessi di quelli ereditati dalla Cina nazionalista e consistono prevalentemente in lignaggi del buddismo Chán, ma la caratteristica del buddismo taiwanese moderno è che ha deciso di eliminare i confini tra le diverse scuole, unendo lignaggi e insegnamenti.
Il buddismo taiwanese è noto a livello internazionale per le sue attività missionarie e caritatevoli. Tra queste ultime emerge la figura della monaca Cheng Yen (證嚴法師, 1937-), fondatrice dell'organizzazione Tzu Chi, detta "Madre Teresa di Taiwan" per la sua intensa attività di aiuto nei confronti dei malati e dei poveri.  Nelle attività volte alla collettività va invece ricordato il monaco Hsing Yun (星雲大師, 1927-), fondatore dell'ordine monastico Fo Guang Shan con sede principale a Kaohsiung (高雄) e promotore di circa trecento monasteri e centri affiliati in tutto il mondo, tra cui il Tempio Hsi Lai (西來寺) a Los Angeles. I buddisti di Taiwan hanno fondato, il 9 novembre 2001 a Yung Ho (永和, Taipei), il Museo mondiale delle religioni.
Anche il territorio di Hong Kong, governato dal Regno Unito fino al 1997, fu luogo di rifugio per centinaia di monaci buddisti fuggiti dalla Cina comunista. Soprattutto sull'Isola di Lantau (爛頭) dove ancora oggi esistono circa sessanta templi.
Il saṃgha monastico di Hong Kong conta oggi circa tremila persone, che con i fedeli laici attivi, superano le ventimila unità, tutte aderenti alla Federazione buddista di Hong Kong (fondata nel 1945) che ha festeggiato il suo cinquantenario il 9 maggio 1995. Tra i templi e i monasteri più importanti nell'area di Hong Kong vanno citati: il monastero di Bǎolián (寶蓮寺) sull'isola di Lantau, il tempio dei Diecimila Buddha (萬佛寺) a Shatin (沙田) e il tempio della Foresta orientale (Dōnglínsì, 东林寺) di Lowai. Il 29 dicembre 1993 è stata inaugurata un'enorme statua del Buddha (alta oltre i 26 metri) denominata 天壇大佛 (Tiān Tán Dà Fó) nel monastero di Bǎolián con una grande partecipazione popolare.